# Jorge Jacobs
Jorge Jacobs Alvarado (Retalhuleu, Guatemala; 28 de marzo de 1966) es un periodista y empresario. Desde hace más de cinco años Jorge Jacobs es conductor de los programas de radio Todo a Pulmón, con Marta Yolanda Díaz-Durán; y + Negocios, con María Dolores Arias en 100.9 F.M. y en Libertopolis.com/. Asimismo, desde hace 15 años es columnista del diario Prensa Libre, el matutino de mayor circulación en Guatemala, en donde todos los jueves se publica su columna “Ideas”.
En 1998 Jorge se une a Marta Yolanda Díaz-Durán y Estuardo Zapeta para fundar la empresa de consultoría en comunicaciones Pléyades Global. Esta alianza le abre las puertas a Jorge para incursionar en el mundo de la radio convirtiéndose en conductor del programa “Milenio 3″ de Emisoras Unidas.
Aparte de su labor periodística, Jorge fue presidente de la Cámara de la Libre Empresa de 1994 a 1996 y director ejecutivo del Centro de Estudios Económico y Sociales (CEES). de 1996 a 1998, institución dedicada a estudiar y difundir las ideas sobre la libertad individual y la promoción y salvaguardia del respeto a los derechos fundamentales de la persona.
Antes de involucrarse de lleno en el área de comunicaciones y periodismo, Jorge era un experto en informática y sistematización de procesos en la empresa Micro. Apasionado de las ideas libertarias.
El 11 de mayo de 2009, en el programa de radio Todo a pulmón, que coconduce Jorge Jacobs, el vídeo póstumo del abogado asesinado Rodrigo Rosenberg fue transmitido en primicia.